# Euryzygoma
Euryzygoma är ett släkte av utdöda stora pungdjur som levde mellan pliocen och pleistocen. Den enda kända arten är Euryzygoma dunense.
Med en uppskattad längd av 2,5 meter var dessa djur större än alla nu levande pungdjur men mindre än Diprotodon. De hade en robust skalle som var bredare än lång. Påfallande är en stor knöl i underkäken vid kinden. Av de upphittade fossilen har några exemplar större knölar än de andra. Det antas vara en avvikelse mellan de olika kön. Troligtvis spelade knölarna en roll vid djurens fortplantning. En annan tolkning är att de förbättrade individernas förmåga att bära föda i kinderna.
Fossil hittades i norra Queensland i Australien och nordvästra New South Wales. När släktet levde kännetecknades regionen av stora mängder regn och landskapet var täckt av skogar med eukalyptusträd. Klimatet vid slutet av pliocen var torrare.
Som föda antas blad från buskar.